# Алона (региональный совет)
Ало́на — региональный совет в Хайфском административном округе Израиля, в районе Рамот-Менаше, к востоку от Биньямины.
В региональный совет входят три мошава: Амикам, Авиэль и Гиват-Нили. Среднее расстояние между мошавами составляет 4,7 километра.

## Население
По статистическим данным Центрального статистического бюро Израиля население регионального совета на 2024 год составляет 2 322 человек.

## Правление
Правление совета находится в мошаве Амикам и состоит из 25 человек. Глава совета Арье Шарон занимает этот пост с 1999 года.